# Keiji Inafune
Keiji Inafune (稲船 敬二, Inafune Keiji, né le 8 mai 1965) est un producteur japonais de jeux vidéo ayant fait sa carrière dans l'entreprise Capcom,.
Il est particulièrement célèbre pour son travail sur les séries Mega Man, Onimusha et Dead Rising. Il est le fondateur du studio Comcept.

## Carrière
Keiji Inafune nait le 8 mai 1965 à Kishiwada dans la préfecture d'Osaka.

En avril 2010, Keiji Inafune a une promotion, il devient le nouveau chef de la production mondiale de Capcom. Le 29 octobre 2010, Keiji Inafune annonce sur son blog qu'il quitte Capcom en déclarant : 

« J'ai atteint le plus haut niveau en termes de développement chez Capcom et je n'ai plus de marches à gravir. J'aurais également pu siéger à ce poste et devenir une figure importante de l'industrie. Cependant, je ne peux faire ça car cela signifierait la mort pour le créateur que je suis. »

 Faisant partie des grands noms de la firme, Inafune déclare aussi qu'il veut prendre ses distances avec la société : « Je ne travaillerai probablement plus avec Capcom dans le futur. La société doit marcher sans moi à ses côtés et je ne peux plus dépendre d'elle ».
Keiji Inafune fonde Comcept peu de temps après son départ de chez Capcom en décembre 2010, où il « voudrait se consacrer à des types de jeux qu'il veut faire ».

## Polémiques
Keiji Inafune est souvent présenté à tort comme le créateur de grandes sagas de Capcom, comme Mega Man ou Onimusha. Il n'a en réalité occupé que des postes de graphiste ou de producteur dans ces jeux. Akira Kitamura est le créateur du personnage et du jeu Mega Man, Inafune avoue par la suite que le personnage est déjà créé lorsqu'il entre dans le projet de développement du jeu. Jun Takeuchi et Shinji Mikami sont les créateurs d'Onimusha, Keiji Inafune en est le producteur. Il n'est pas non plus le créateur de Dead Rising, mais il est bien le créateur de Dead Rising 2. Il n'est également pas l'un des principaux créateurs de Street Fighter, il ne travaille que sur les décors.
Lors de sa dernière année chez Capcom, il se fait remarquer en critiquant vivement l'industrie vidéoludique japonaise.

## Travaux
Jeux vidéo
- 1987 : Street Fighter, création graphique
- 1987 : Mega Man, création de personnage
- 1988 : Mega Man 2, création de personnage
- 1990 : Mega Man 3, création de personnage, sub planner
- 1990 : Disney's DuckTales, création graphique
- 1991 : Mega Man 4, planner, créateur spécial
- 1992 : Mega Man 5, création d'objet (personnages)
- 1992 : Capcom's Gold Medal Challenge '92 (en), designer
- 1993 : Mega Man 6, création d'objet (personnages)
- 1993 : Breath of Fire, création d'objet (personnages)
- 1993 : Mega Man 7, création d'objet
- 1996 : Mega Man 8, producteur
- 1997 : Mega Man Battle & Chase, producteur
- 1997 : Mega Man X4, producteur
- 1997 : Mega Man Legends, producteur
- 1998 : Resident Evil 2: Dual Shock Version (réédition de Resident Evil 2), promotion producer
- 1998 : Mega Man and Bass, producteur
- 1999 : The Misadventures of Tron Bonne, producteur, concept
- 2000 : Mega Man 64, producteur
- 2001 : Mega Man Legends 2, producteur
- 2001 : Onimusha: Warlords, producteur
- 2001 : Mega Man Battle Network, producteur
- 2001 : Mega Man Battle Network 2, producteur
- 2002 : Mega Man Zero, producteur
- 2003 : Mega Man Zero 2, producteur
- 2003 : Mega Man Network Transmission, producteur
- 2003 : Mega Man Battle Network 3, producteur
- 2003 : Mega Man Battle Chip Challenge, producteur
- 2004 : Onimusha 3: Demon Siege, producteur
- 2004 : Mega Man Zero 3, producteur
- 2004 : Mega Man Battle Network 4, producteur
- 2004 : The Legend of Zelda: The Minish Cap, producteur
- 2005 : Capcom Fighting Evolution, producteur délégué
- 2005 : Boktai 2: Solar Boy Django, development cooperation
- 2005 : Resident Evil 4 (portage PlayStation 2), producteur délégué
- 2004 : Mega Man Zero 4, producteur
- 2005 : Mega Man Battle Network 5, producteur
- 2006 : Mega Man Battle Network 6: Cybeast Gregar, producteur
- 2006 : Mega Man Battle Network 6: Cybeast Falzar, producteur
- 2006 : Resident Evil: Deadly Silence, producteur
- 2006 : Mega Man ZX, producteur
- 2006 : Mega Man Powered Up, producteur délégué
- 2006 : Lost Planet: Extreme Condition, producteur délégué, scénario original
- 2006 : Dead Rising, producteur
- 2007 : Zack et Wiki : Le Trésor de Barbaros, producteur délégué
- 2007 : Mega Man ZX Advent, producteur
- 2007 : Mega Man Star Force: Leo, producteur délégué
- 2008 : Mega Man Star Force 2: Zerker X Saurian, producteur délégué
- 2008 : Mega Man 9, producteur
- 2008 : Apollo Justice: Ace Attorney, producteur délégué
- 2009 : Street Fighter IV, producteur délégué
- 2010 : Mega Man 10, producteur
- 2010 : Lost Planet 2, producteur délégué
- 2010 : Dead Rising 2, producteur exécutif
- 2011 : Ghost Trick : Détective fantôme, producteur exécutif
- 2012 : Hyperdimension Neptunia mk2, apparition en tant qu'invité spécial (personnage invoqué)
- 2012 : Asura's Wrath, producteur exécutif
- 2012 : Guild02, designer (Mushikera Sensha)
- 2012 : J.J. Rockets
- 2013 : Soul Sacrifice, concept designer
- 2014 : Yaiba: Ninja Gaiden Z, producteur
- 2014 : Soul Sacrifice Delta
- 2015 : Kaio: King of Pirates (en) (annulé)
- 2016 : Azure Striker Gunvolt
- 2016 : Mighty No. 9
- 2016 : ReCore
- 2017 : Red Ash: The Indelible Legend (en)

Cinéma
- 2000 : Biohazard 4D-Executer - Superviseur exécutif
- 2006 : Onimusha - Écriture (film)
- 2010 : Zombrex: Dead Rising Sun - Réalisateur